# Amanattō
Amanattō (甘納豆) là một loại bánh kẹo truyền thống của Nhật Bản, được làm từ đậu đỏ hoặc các loại đậu khác, sau đó phủ đường tinh luyện sau khi ninh với siro đường và sấy khô. Nó được tạo ra bởi Hosoda Yasubei trong những năm Bunkyū (1861–1863) trong thời kỳ Edo. Ông đã mở một cửa hàng wagashi ở Tokyo mà ông đặt tên theo tên thời thơ ấu của mình: Eitaro. Cửa hàng này hiện nay vẫn đang tiếp tục hoạt động.
Amanattō ban đầu được gọi amananattō (甘名納糖); sau đó được đổi tên thành amanattō sau Thế chiến thứ hai. Sự giống nhau về tên của món ăn này với món đậu lên men nattō là trùng hợp ngẫu nhiên.
Ở Hokkaidō, amanattō được sử dụng trong nấu sekihan (món cơm đỏ của Nhật Bản). Vì lý do này, không giống như các khu vực khác ở Đông Á, sekihan của Hokkaidō có vị hơi ngọt.